# Nona Fernández
Patricia Paola Fernández Silanes (Santiago, 23 de junio de 1971), más conocida como Nona Fernández, es una escritora, guionista y actriz feminista chilena.

## Biografía
Hija única de madre soltera, Nona Fernández creció en un barrio de avenida Matta cercano al mercado persa Bíobío. Fue allí donde tuvo su primer trabajo, vendiendo ropa usada.
Aunque está registrada oficialmente con el mismo nombre de su madre dentista, Patricia Paola, todos le dicen Nona, nombre con el que también firma sus obras. Lo que sucede es que cuando daba sus primeros, hablaba poco, casi nada. "Lo único que sabía decir era el monosílabo, tajante, 'no'. Con esa negativa convertida en su muletilla infantil, se hizo acreedora de un sobrenombre peculiar y le pusieron Nonito dentro de su familia. Cuando creció, el apodo devino en Nona.
Estudió en el Colegio Santa Cruz de Santiago y después en la Escuela de Teatro de la Universidad Católica.
Como actriz, fundó la compañía Merri Melodys, participó en montajes de muchas obras teatrales y ganó como mejor actriz un concurso del Centro Chileno-Norteamericano de Cultura.
Participó en un taller de Antonio Skármeta en 1995, el mismo año que gana los Juegos Literarios Gabriela Mistral. Sus cuentos aparecieron primero en diversas antologías de concursos, y su primer libro de relatos salió a luz el año 2000: El cielo. Dos años más tarde publicó su premiada novela Mapocho.
Sobre la gestación de esa primera novela, dice: "Escribí mi primera novela en un departamento de Barcelona, mirando Chile a la distancia, y llenando páginas con interpretaciones descabelladas sobre su historia patria, mientras mi guata crecía con un niño que buscaba espacio. Parí un hijo y terminé un libro al mismo tiempo. Mi hijo se llama Dante. El libro se llamó Mapocho, como el río que cruza mi ciudad, el mismo que ha trasladado basura y muertos desde siempre". Fernández ha sido incluida por algunos críticos en la denominada Literatura de los hijos.
Su pareja, el padre de Dante, es el escritor y director teatral Marcelo Leonart, a quien conoció cuando ambos estudiaban en la Escuela de Teatro. Juntos tienen la compañía La Fusa.
Ella misma se define con estas palabras: "Actriz por gusto. Narradora por hinchar las pelotas, por no olvidar lo que no debe olvidarse. Guionista de culebrones por necesidad. Chilena incómoda, y a ratos rabiosa".

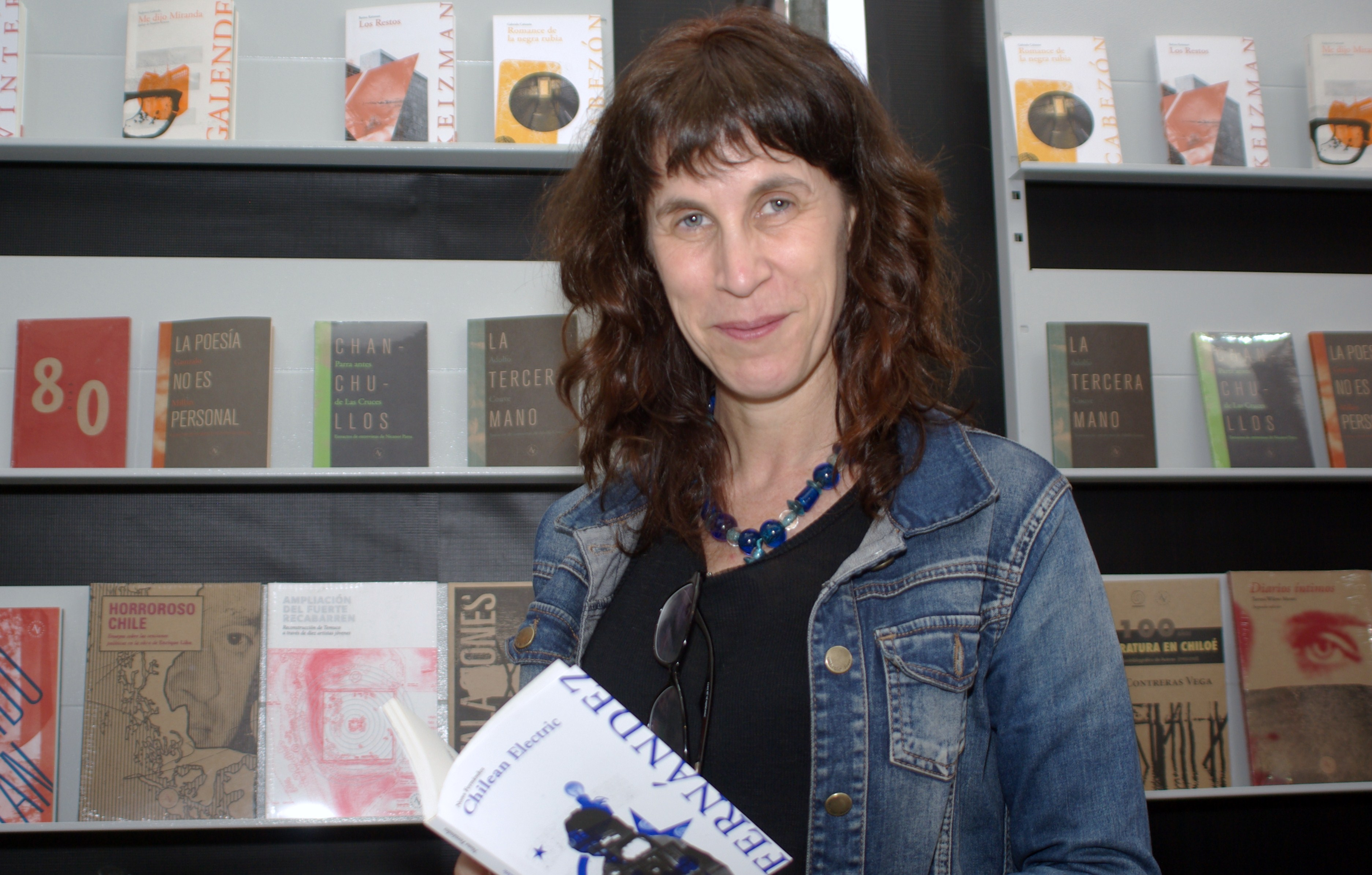
Nona Fernández en la FILSA 2015

Su trabajo de guionista de teleseries es para Nona Fernández sólo una manera de ganarse la vida. En TVN ha llegado a ser jefa de guiones de El laberinto de Alicia. También colabora en la serie Los archivos del cardenal, basada en los casos que defendió la Vicaría de la Solidaridad durante la dictadura de Augusto Pinochet. Ha participado asimismo en el guion de la película de Andrés Waissbluth 199 recetas para ser feliz y en el del documental  La ciudad de los fotógrafos de Sebastián Moreno. 
En 2011 fue seleccionada —junto con otros dos chilenos: Diego Muñoz Valenzuela y Francisco Díaz Klaassen— como uno de los "25 tesoros literarios a la espera de ser descubiertos" —escritores "cuyo talento se ha consolidado en sus países, pero que aún son poco conocidos fuera de éstos"— por la Feria Internacional del Libro de Guadalajara para celebrar sus 25 años de existencia.
Debutó como dramaturga en 2012, con El taller, pieza inspirada en el taller literario que Mariana Callejas tenía en su casa en Lo Curro, mientras su marido Michael Townley dirigía en el subterráneo las operaciones de un cuartel de la DINA Esta comedia negra —puesta en escena por la compañía de Leonart y Fernández, La Fusa, estrenada en abril en el teatro santiaguino Lastarria 90 y repuesta en agosto en el Centro Cultural Gabriela Mistral— ganó el Premio Altazor 2013 en la categoría Dramaturgia. Su segunda pieza, Liceo de niñas, la estrenó en 2015 (con ella, la compañía liderada por la autora y Leonart pasa a llamarse Pieza Oscura); se trata de "una comedia fantástica acerca de un abrumado profesor de ciencias que descubre en el laboratorio de su establecimiento a tres alumnas que se mantienen ocultas desde una toma realizada en 1985".

## Obras

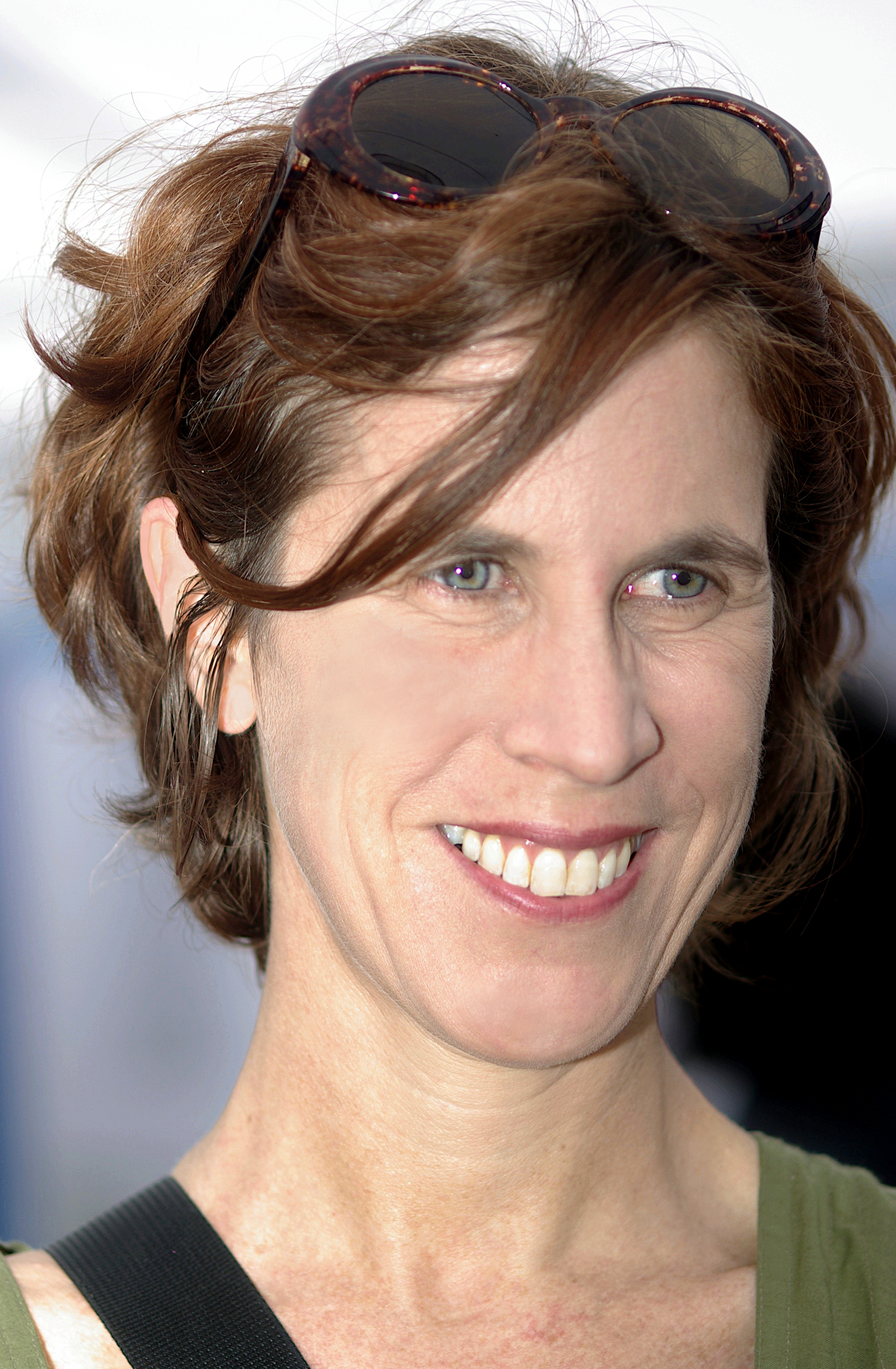
En la Fiesta del Libro en la Plaza de Armas de Santiago, 2013

### Novelas
- 2002: Mapocho, Planeta. Fce (Fondo De Cultura Economica), México
- 2007: Av. 10 de Julio Huamachuco, Uqbar
- 2012: Fuenzalida, Mondadori, Santiago
- 2013: Space invaders, Alquimia, Santiago. Fce (Fondo De Cultura Economica), México
- 2015: Chilean Electric, Alquimia, Santiago
- 2016: La dimensión desconocida, Penguin Random House, Santiago

### Ensayos
- 2019: Voyager, Penguin Random House, Santiago
- 2023: ¿Cómo recordar la sed? Ensayo sobre el tiempo, la historia y sus escombros, Historiográfica, Santiago

### Cuentos
- 2000: El cielo (Cuarto Propio)

En antologías
- 1994: Música ligera (Grijalbo, con «Lluvia roja»)
- 1996: Pasión por la música (Lom, con «Marion»)
- 1997: Cuentos extraviados (Alfaguara, con «Blanca»)
- 1998: Queso de cabeza y otros cuentos (Alfaguara, con «El Cielo»)

### Dramaturgia teatral

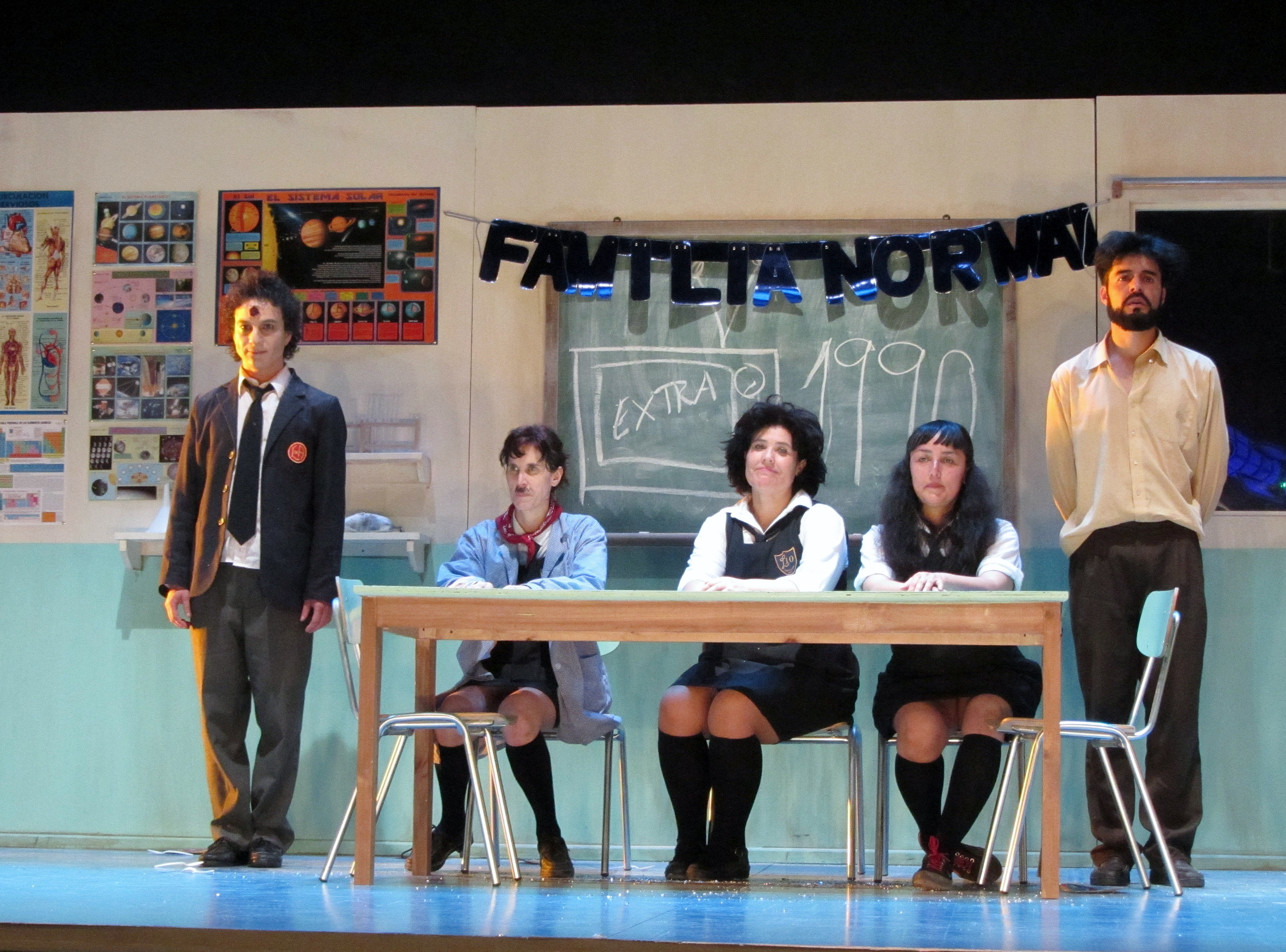
Saludo de los actores al final de pieza Liceo de niñas (la 1ª sentada de izquierda a derecha es Nona Fernández), 2015-12-09

- El taller; estrenada en abril de 2012; publicada en el libro Bestiario, freakshow temporada 1973/1990, junto con Grita (2004, de Marcelo Leonart) y Medusa (2010, de Ximena Carrera): Ceibo Ediciones, Santiago, 2013[14] En 2019, publica la obra individualmente de la mano de Ediciones Oxímoron.
- Liceo de niñas, estrenada el 23 de octubre de 2015 por la compañía Pieza Oscura en el Teatro de la Universidad Católica[12] con dirección de Marcelo Leonart y la actuación, entre otros, de la autora, que hace el papel de un alumna muda.[13] Publicada por Ediciones Oxímoron en 2016.

### Guiones de teleseries

#### Historias originales
- 2018: Casa de muñecos (con Marcelo Leonart)
- 2011: El laberinto de Alicia (reescrita en 2014 como El laberinto de Alicia por Tania Cárdenas y Santiago Ardila)
- 2005: Los treinta (con Marcelo Leonart, Hugo Morales y Ximena Carrera)
- 2003: 16 (con Marcelo Leonart)

#### Adaptaciones
- 2013: Secretos en el jardín - Original de Julio Rojas y Matías Ovalle
- 2011: Los archivos del cardenal - Original de Josefina Fernández
- 2009: Conde Vrolok - Original de Rodrigo y Felipe Ossandón, y Jorge Ayala.
- 2009: ¿Dónde está Elisa? - Original de Pablo Illanes
- 2007: Alguien te mira - Original de Pablo Illanes
- 2004: 17 - Original de Marcelo Leonart
- 2002: El circo de las Montini - Original de Víctor Carrasco
- 1999: Aquelarre - Original de Hugo Morales
- 1998: Iorana - Original de Enrique Cintolesi

## Premios y reconocimientos
- 1995: Primer lugar de los Juegos Literarios Gabriela Mistral, por el cuento «Marsellesa»[1]
- 1996: Primer premio en concurso literario Pasión por la Música[1]
- 1997: Finalista en Concurso de Cuentos de la revista Paula, por «Blanca»[1]
- 1998: Finalista en Concurso de Cuentos de la revista Paula, por «El Cielo»[15]
- 2000: Finalista del Premio Altazor en la categoría de guion de TV, por Aquelarre (ex aequo)[16]
- 2002: Finalista del Premio Herralde de Novela, por Mapocho[17]
- 2003: Premio Municipal de Literatura de Santiago en la categoría de novela, por Mapocho
- 2004: Finalista del Premio Altazor en la categoría de guion de TV, por 16 (ex aequo)[18]
- 2006: Premio Altazor en la categoría de guion de TV, por Los treinta (ex aequo)[19]
- 2008: Premio Altazor en la categoría de guion de TV, por Alguien te mira (ex aequo)[20]
- 2008: Premio Municipal de Literatura de Santiago en la categoría de novela, por Av. 10 de Julio Huamachuco
- 2010: Finalista del Premio Altazor en la categoría de guion de TV, por Conde Vrolok (ex aequo)[21]
- 2010: Finalista del Premio Altazor en la categoría de guion de TV, por ¿Dónde está Elisa? (ex aequo)[22]
- 2012: Premio Altazor en la categoría guion de TV, por Los archivos del cardenal (ex aequo)[23]
- 2013: Premio Altazor en la categoría Dramaturgia, por El taller[24]
- 2016: Premio Mejores Obras Literarias Publicadas en la categoría novela, por Chilean Electric[25]
- 2017: Premio Sor Juana Inés de la Cruz, por La dimensión desconocida[26]
- 2020: Premio Cálamo en la categoría Extraordinario, por Mapocho[27]
- 2021: Finalista del National Book Award en la categoría literatura traducida, por La dimensión desconocida (traducción al inglés a cargo de Natasha Wimmer)[28]